# Capital megye (Córdoba)
Capital egy megye Argentína Córdoba tartományában.

## Települések
A megye egyben az egyetlen város is.